# الجبهة الإسلامية (الصومال)
الجبهة الإسلامية وتعرف أيضًا باسم الجبهة الإسلامية الصومالية هي جماعة إسلامية متمردة في الصومال. شاركت الجماعة في تمرد 2006-2009 ضد إثيوبيا. في يناير 2009 اندمجت الجماعة مع الجناح القائم في أسمرة وضم كل من تحالف إعادة تحرير الصومال بقيادة الشيخ حسن ظاهر عويس، ولواء رأس كمبوني برئاسة الشيخ حسن عبد الله هرسي التركي، ومجموعة مقاتلة صغيرة تسمى معسكر أنول لتشكيل بعد ذلك حزب الإسلام الذي أصبح ثاني أقوى الجماعات المقاتلة في الصومال بعد حركة الشباب، والتي واصلت قتال قوات حفظ السلام التابعة للحكومة الاتحادية الانتقالية وبعثة الاتحاد الأفريقي في الصومال بعد الانسحاب الإثيوبي.
وفي 19 يناير 2009 خاضت الجماعة الإسلامية معركة في مقر الشرطة الصومالية في منطقة داركينلي في مقديشيو مع الحكومة الصومالية، أسفرت المعركة عن مقتل شخصين على الأقل. وقد استولت الجبهة الإسلامية على مركز الشرطة، لكنها تحت وطأة المجابهة الحكومية تم إجبارها على الانسحاب. وفي وقت لاحق من نفس اليوم الذي انسحبوا فيه، تلقوا أوامر لإعادة تنفيذ عملية اقتحام مركز الشرطة، وتمكنوا من إعادة السيطرة عليه.